# Срђан Гагић
Срђан Гагић (Нови Град, 1988) је српски и босансохерцеговачки песник и уредник.

## Биографија
Рођен је  у Новом Граду. Основне и мастер студије завршио је на Филолошком факултету Универзитета у Београду. Добитник је Бранкове награде.
Аутор је две песничке збирке: 
- „Деца у излогу“ - 2015.
- „Прелазно доба“ - 2016.

Приредио је антологије:
- „Меко ткиво: избор из нове поезије региона“ - 2015.
- „A fost odată o țară. Panorama prozei de război din țările fostei Iugoslavii “ - 2018.